# Xian de Wangjiang
Le xian de Wangjiang (望江县 ; pinyin : Wàngjiāng Xiàn) est un district administratif de la province de l'Anhui en Chine. Il est placé sous la juridiction de la ville-préfecture d'Anqing.

## Démographie
La population du district était de 595 238 habitants en 1999.

## Lettre de protestation anti-nucléaire
La construction de la centrale nucléaire de Pengze est composée de 2 réacteurs (modèle AP 1000 Westinghouse, propriété de Toshiba) dans la province voisine du Jiangxi de l'autre côté du fleuve Yangtze qui sépare les deux provinces. Cette central est construite par le consortium d'entreprises (China Power Investment, Jiangxi Ganneng, Jiangxi Ganyu Expressway et Shenzhen Nanshan Power) qui a commencé les travaux en 2011 et envisage une entrée en fonction en 2015. Ces 2 réacteurs font partie des 27 en construction, en plus des 14 en fonctionnement en Chine continentale.
En 2011, 4 fonctionnaires retraités de Wangjiang ont écrit une lettre de protestation affirmant que la centrale était trop près de leur ville. Bien que leur requête fut ignorée au départ par le gouvernement de la province d'Anhui, qui prévoit plusieurs réacteurs elle-même (également au bord du fleuve Yangtze), elle a été diffusée en privé en atteignant progressivement des leaders du gouvernement provincial et central. L'assemblée provinciale a également débattu une motion exprimant une opposition à la centrale de Pengze.
En même temps, les gouvernements locaux du Jiangxi, désireux de voir le projet terminé au plus tôt, ont déjà prévu des zones industrielles, des infrastructures et même des sites touristiques qui seront alimentés par les deux nouvelles centrales nucléaires prévues dans cette province, y compris celle de Pengze.
Dans le village de Shengli, le vétérinaire Wu Duorong essaie d'éduquer ses concitoyens à la science et aux risques de la technologie nucléaire. Le travail d'éducation et d'information du public y représente un défi de taille à accomplir.
(réf.: China nuclear protest builds steam, par Leslie Hook, Financial Times)